# Due diligence
Due diligence (anglicky náležitá pečlivost nebo náležitá opatrnost) je angloamerický právní institut vyjadřující míru aktivity, kterou lze důvodně očekávat za daných okolností. Používá se ve více situacích:
1. při auditu hospodaření („kompletní prověření“) před převzetím společnosti, IPO apod.,
2. před nákupem jakékoli nemovitosti (viz Právní prověření nemovitosti),
3. v oblasti bezpečnosti a ochrany zdraví při práci.

Opakem pečlivosti / opatrnosti je nedbalost (culpa, § 1294 ABGB). Porušení pečlivosti řádného hospodáře (bon père de famille) je prostá nedbalost, nedopatření (culpa levis, § 1297 ABGB), při němž se hradí jen vzešlá („skutečná“) škoda. Nápadná nepečlivost a nepochopitelná lhostejnost je hrubá nedbalost (culpa lata, § 1324 ABGB), kterou vnějškově nelze rozeznat od zlého úmyslu (dolus). V případě prodlení (mora) ručí dlužník též za náhodu (casus).

## Příklady
Podle přílohy č. 2 § 7 britského zákona o prodeji v neděli (Sunday Trading Act 1994) se obviněný zprostí odpovědnosti za přestupek, pokud dodržel náležitou pečlivost. Podle § 21 odst. 3 a § 47 odst. 3 britského zákona o ochraně osobních údajů (Data Protection Act 1998) se obviněný zprostí odpovědnosti za přestupek, pokud dodržel náležitou pečlivost. Podle § 31 odst. 8 britského zákona o minimální mzdě (National Minimum Wage Act 1998) se zaměstnavatel zprostí odpovědnosti za přestupek, pokud dodržel náležitou pečlivost.
Podle can. 398 CIC 1983 má biskup své pastorální visitace vykonávat s náležitou pečlivostí. Podle can. 1321 § 2 CIC 1983: „Kdo úmyslně porušil zákon nebo příkaz, podléhá trestu stanovenému zákonem nebo příkazem. Kdo však tak učinil z opomenutí patřičné péče, není trestán, leč by zákon nebo příkaz stanovil něco jiného.“